# Calvin Petersen
Calvin Louis Petersen (né le 19 octobre 1994 à Waterloo dans l'État de l'Iowa aux États-Unis) est un joueur professionnel américain de hockey sur glace. Il évolue au poste de gardien de but.

## Biographie

### Carrière en club
En 2011, il commence sa carrière en junior avec les Roadrunners de Topeka dans la North American Hockey League. Il dispute deux matchs avant de se joindre aux Black Hawks de Waterloo dans l'USHL. Il est choisi au cinquième tour, en cent-vingt-neuvième position par les Sabres de Buffalo lors du repêchage d'entrée dans la LNH 2013. De 2014 à 2017, il porte les couleurs des Hounds de Notre Dame dans le championnat NCAA.
Le 1er juillet 2017, ne s'étant pas mis d'accord avec les Sabres de Buffalo, il signe un contrat de deux ans avec les Kings de Los Angeles. Il passe alors professionnel avec le Reign d'Ontario, club ferme des Kings dans la Ligue américaine de hockey.
Le 13 novembre 2018, il joue son premier match dans la Ligue nationale de hockey avec les Kings de Los Angeles face aux Maple Leafs de Toronto. Le 19 novembre 2018, il réalise son premier blanchissage dans la LNH face aux Blues de Saint-Louis.
Le 6 juin 2023, il est transféré aux Flyers de Philadelphie dans un échange impliquant des joueurs des Flyers, Kings et des Blue Jackets de Columbus.

### Carrière internationale
Il représente les États-Unis au niveau international.

## Statistiques

### En club
| Saison    | Équipe                       | Ligue       |    | Saison régulière | Saison régulière | Saison régulière | Saison régulière | Saison régulière | Saison régulière | Saison régulière | Saison régulière | Saison régulière | Saison régulière |   | Séries éliminatoires | Séries éliminatoires | Séries éliminatoires | Séries éliminatoires | Séries éliminatoires | Séries éliminatoires | Séries éliminatoires | Séries éliminatoires | Séries éliminatoires |
| Saison    | Équipe                       | Ligue       | PJ | V                | D                | Pr/N             | Min              | BC               | Moy              | % Arr            | Bl               | Pun              | PJ               | V | D                    | Min                  | BC                   | Moy                  | % Arr                | Bl                   | Pun                  |                      |                      |
| 2011-2012 | Black Hawks de Waterloo      | USHL        | 5  | 3                | 1                | 0                | 265              | 13               | 2,94             | 90,2             | 0                | 2                | -                | - | -                    | -                    | -                    | -                    | -                    | -                    | -                    |                      |                      |
| 2011-2012 | Roadrunners de Topeka        | NAHL        | 2  | 1                | 0                | 1                | 129              | 4                | 1,86             | 92,5             | 0                | 0                | -                | - | -                    | -                    | -                    | -                    | -                    | -                    | -                    |                      |                      |
| 2012-2013 | Black Hawks de Waterloo      | USHL        | 35 | 21               | 11               | 1                | 1 937            | 96               | 2,97             | 90,6             | 3                | 2                | 4                | 2 | 2                    | 211                  | 15                   | 4,26                 | 88,1                 | 0                    | 0                    |                      |                      |
| 2013-2014 | Black Hawks de Waterloo      | USHL        | 38 | 27               | 7                | 4                | 2 229            | 93               | 2,5              | 91,5             | 2                | 2                | 12               | 8 | 4                    | 760                  | 30                   | 2,37                 | 92,8                 | 0                    | 4                    |                      |                      |
| 2014-2015 | Fighting Irish de Notre-Dame | Hockey East | 33 | 13               | 16               | 3                | 1 892            | 79               | 2,51             | 91,9             | 4                | 0                | -                | - | -                    | -                    | -                    | -                    | -                    | -                    | -                    |                      |                      |
| 2015-2016 | Fighting Irish de Notre-Dame | H-East      | 37 | 19               | 11               | 7                | 2 232            | 82               | 2,2              | 92,7             | 1                | 0                | -                | - | -                    | -                    | -                    | -                    | -                    | -                    | -                    |                      |                      |
| 2016-2017 | Fighting Irish de Notre-Dame | H-East      | 40 | 23               | 12               | 5                | 2 375            | 88               | 2,22             | 92,6             | 6                | 2                | -                | - | -                    | -                    | -                    | -                    | -                    | -                    | -                    |                      |                      |
| 2017-2018 | Reign d'Ontario              | LAH         | 41 | 23               | 14               | 2                | 2 330            | 100              | 2,58             | 91               | 4                | 0                | 4                | 1 | 3                    | 277                  | 11                   | 2,38                 | 91,5                 | 0                    | 2                    |                      |                      |
| 2018-2019 | Kings de Los Angeles         | LNH         | 11 | 5                | 4                | 1                | 622              | 27               | 2,61             | 92,4             | 1                | 0                | -                | - | -                    | -                    | -                    | -                    | -                    | -                    | -                    |                      |                      |
| 2018-2019 | Reign d'Ontario              | LAH         | 38 | 13               | 22               | 1                | 2 103            | 141              | 4,02             | 89,6             | 0                | 6                | -                | - | -                    | -                    | -                    | -                    | -                    | -                    | -                    |                      |                      |
| 2019-2020 | Kings de Los Angeles         | LNH         | 8  | 5                | 3                | 0                | 477              | 21               | 2,64             | 92,2             | 0                | 0                | -                | - | -                    | -                    | -                    | -                    | -                    | -                    | -                    |                      |                      |
| 2019-2020 | Reign d'Ontario              | LAH         | 37 | 17               | 15               | 4                | 2 079            | 119              | 3,43             | 90,6             | 3                | 4                | -                | - | -                    | -                    | -                    | -                    | -                    | -                    | -                    |                      |                      |
| 2020-2021 | Kings de Los Angeles         | LNH         | 35 | 9                | 18               | 5                | 2 016            | 97               | 2,89             | 91,1             | 0                | 0                | -                | - | -                    | -                    | -                    | -                    | -                    | -                    | -                    |                      |                      |
| 2021-2022 | Kings de Los Angeles         | LNH         | 37 | 20               | 14               | 2                |                  |                  | 2,89             | 89,5             | 3                |                  | 1                | 0 | 0                    |                      |                      | 7,5                  | 80                   | 0                    |                      |                      |                      |
| 2022-2023 | Kings de Los Angeles         | LNH         | 10 | 5                | 3                | 2                |                  |                  | 3,75             | 86,8             | 0                |                  | -                | - | -                    | -                    | -                    | -                    | -                    | -                    | -                    |                      |                      |
| 2022-2023 | Kings de Los Angeles         | LAH         | 40 | 16               | 20               | 4                |                  |                  | 2,88             | 90,4             | 2                |                  | 2                | 0 | 2                    |                      |                      | 3,90                 | 82,6                 | 0                    |                      |                      |                      |

### En équipe nationale
| Année | Équipe     | Compétition          |   | PJ | V | D   | Min | BC   | Moy  | % Arr | Bl | Pun                |  | Résultat |
| 2017  | États-Unis | Championnat du monde | 0 | -  | - | -   | -   | -    | -    | -     | -  | Cinquième place    |  |          |
| 2021  | États-Unis | Championnat du monde | 7 | 5  | 2 | 417 | 2   | 1,29 | 95,3 | 2     |    | Médaille de bronze |  |          |
| 2023  | États-Unis | Championnat du monde | 3 | 3  | 0 |     |     | 0,72 | 95,6 | 1     |    | Quatrième place    |  |          |

## Trophées et honneurs personnels

### USHL
- 2012-2013 : nommé dans l'équipe des recrues.
- 2013-2014 : nommé dans la deuxième équipe d'étoiles.
- 2013-2014 : participe au match des étoiles.

### Hockey East
- 2014-2015 : nommé dans l'équipe des recrues.
- 2016-2017 : nommé dans la première équipe d'étoiles.

### LAH
- 2017-2018 : participe au match des étoiles.
- 2019-2020 : participe au match des étoiles.

### Championnat du monde
- 2021 : nommé meilleur gardien.